# (9359) Fleringe
(9359) Fleringe (1992 ED11) – planetoida z pasa głównego asteroid okrążająca Słońce w ciągu 4 lat i 87 dni w średniej odległości 2,62 j.a. Została odkryta 6 marca 1992 roku.